# 蒂克海姆
蒂克海姆是德国巴伐利亚州的一个市镇。总面积31.56平方公里，总人口6683人，其中男性3301人，女性3382人（2011年12月31日），人口密度212人/平方公里。